# صبري أبو المجد
صبري أبو المجد (1920- 1991م) هو صحفي ومؤرخ مصري برز في عهد أنور السادات، وتولى رئاسة تحرير مجلة (المصور) ورئاسة مجلس إدارة (دار الهلال) كما عمل رئيسًا للتحرير لجريدة (مايو) التي كانت تصدر عن الحزب الوطني الحاكم، وشغل منصب أمين عام المجلس الاعلى للصحافة، فضلًا عن عضويتة في مجلس الشورى.
بدأت تجربة المؤرخ الصحفي صبري أبو المجد في البحث عن أبطال ثورة 1919 المجهولين وشهدائها الأحياء، لتجد أن الصدفة وحدها كانت سببا في عثوره على تجارب كثير من الأبطال كان يمكن أن تندثر إلى الأبد، لأنها لم تجد من يهتم بجمعها، منها علي سبيل المثال كتابه (محمد فريد: ذكريات ومذكرات) هذه المذكرات تحكي عن فترة مهمة من الفترات التي مرت على مصر في أواخر القرن التاسع عشر وبدايات القرن العشرين، وهي الفترة التي تلت هزيمة الثورة العرابية وبداية الاحتلال الإنجليزي لمصر.
وتتحدث عن محمد فريد هو أحد الزعماء الوطنيين المخلصين الذين كانوا يؤثرون العمل في صمت وصبر وهو تلميذ مصطفى كامل، حيث يقول صبري أبوالمجد في هذا الكتاب صفحة 146:
«واعتقادي الخاص أنه لو بقي محمد فريد داخل مصر لقامت الثورة المصرية عام 1912 أو عام 1913، كما أنني أؤمن بأنه لو بقي محمد فريد في مصر ولم يُقدر لثورة عام 1919 أن تنطلق إلا في موعدها الذي انطلقت فيه وهي مارس سنة 1919 لما كان هناك أدنى شك في أن قائد هذه الثورة سيكون بالقطع محمد فريد، ولو أن الأمر كان كذلك لتغير وجه التاريخ فيما يتعلق بهذه الثورة وبنتائجها»
وله العديد من المؤلفات التي تتحدث عن التاريخ المصري قبل ثورة 1919م وبعدها، كما ألف العديد من كتب السير الذاتية أو الشخصية.

## مؤلفاته
- سنوات الغضب ثورة 23 يوليو 1952م
- سنوات ماقبل الثورة 1930-1952م، الطبعة الأولى 1989م
- عزيز على المصري وصحبه: بناء الوحدة العربية والإسلامية 1900- 1916م، الطبعة الأولى 1990م
- ثورة أفريقيا
- فكري أباطة، دار التعاون للطبع والنشر[4]
- نهاية إسرائيل
- زكريا أحمد، المؤسسة المصرية العامة للتأليف والترجمة والطباعة والنشر - سلسلة أعلام العرب، 1963م[5]
- محمد فريد: ذكريات ومذكرات، دار الهلال، 1969م[6]
- مذكراتي في السجن صفحات مطوية من تاريخنا الوطني، مؤسسة الاسرة للنشر والتوزيع[7]
- أمين الرافعي: مناضل مصري من أجل الدستور وحرية الرأي[8]
- سنوات ما قبل الثورة - الجزء الأول، الهيئة المصرية العامة للكتاب، 1987م[9][10]
- سنوات ما قبل الثورة - الجزء الثاني، الهيئة المصرية العامة للكتاب، 1988م[11][12]
- سنوات ما قبل الثورة - الجزء الثالث، الهيئة المصرية العامة للكتاب، 1989م[13][14]
- سنوات ما قبل الثورة - الجزء الرابع، الهيئة المصرية العامة للكتاب، 1991م[15][16]
- سنوات ما قبل الثورة، مكتبة الأسرة، 2005م[17]